# Caloptilia dogmatica
Caloptilia dogmatica är en fjärilsart som först beskrevs av Edward Meyrick 1908.  Caloptilia dogmatica ingår i släktet Caloptilia och familjen styltmalar.
Artens utbredningsområde är:
- Sri Lanka.
- Thailand.

Inga underarter finns listade i Catalogue of Life.